# Володимир Перетц (монета)
«Володи́мир Пере́тц» — ювілейна монета номіналом 2 гривні, випущена Національним банком України. Присвячена 150-річчю від дня народження Володимира Миколайовича Перетца — видатного український вченого, філолога, дослідника і видавця численних пам'яток давньої української літератури, історика і теоретика літератури, текстолога, академіка Української академії наук. Володимир Перетц — один із найактивніших діячів, які сприяли формуванню національної спільноти українських учених, становленню її перших професійних об'єднань та українознавства в широкому розумінні. Автор понад 300 праць із літературознавства, джерелознавства, історіографії, археології, бібліографії.
Монету введено в обіг 15 вересня 2020 року. Вона належить до серії «Видатні особистості України».

## Опис та характеристики монети
| Номінал грн. | Метал      | Маса, грам | Діаметр, мм. | Якість виготовлення       | Гурт     | Тираж, штук |
| ------------ | ---------- | ---------- | ------------ | ------------------------- | -------- | ----------- |
| 2            | нейзильбер | 12,8       | 31           | спеціальний анциркулейтед | рифлений | 30 000      |

### Аверс

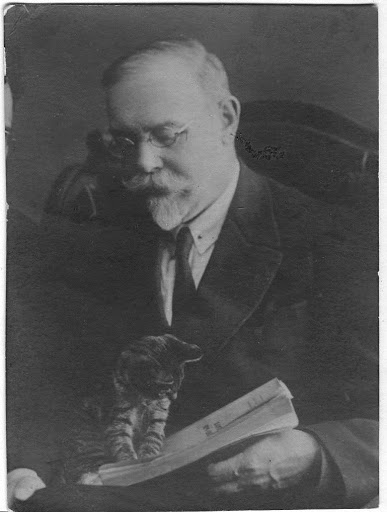
Володимир Перетц

На аверсі монети розміщено: угорі — малий Державний Герб України та напис півколом «НАЦІОНАЛЬНИЙ БАНК УКРАЇНИ», ліворуч номінал — «2/ ГРИВНІ», під яким написи: «ФІЛОЛОГІЯ/ ЛІТЕРАТУРА/ ІСТОРІЯ» (основні сфери діяльності вченого); по центру — стилізована композиція, що символізує професійну діяльність академіка В. Перетца: книги та перо (на тлі розгорнутої книги); рік карбування монети «2020» і логотип Банкнотно-монетного двору Національного банку України (унизу ліворуч).

### Реверс
На реверсі монети зображено портрет Володимира Перетца, ліворуч від якого на дзеркальному тлі — розламана рельєфна композиція, що символізує незавершену роботу вченого, який був репресований і помер на засланні; на тлі композиції написи: «ВОЛОДИМИР/ ПЕРЕТЦ» та зазначено роки його життя «1870/1935».

## Автори
- Художники: Скоблікова Марія, Кузьмін Олександр.
- Скульптор — Атаманчук Володимир.

## Вартість монети
Під час введення монети в обіг 2020 року, Національний банк України реалізовував монету за ціною 46 гривень.
Фактична приблизна вартість монети, з роками змінювалася так:
| Рік        | 2021 | 2022 | 2023 | 2024 | 2025 |
| ---------- | ---- | ---- | ---- | ---- | ---- |
| Ціна, грн. | 55   | 55   | 65   | 110  | 120  |